# Oscarsgalan 1964
Oscarsgalan 1964 som hölls 13 april 1964 var den 36:e upplagan av Oscarsgalan där det prestigefyllda amerikanska filmpriset Oscar delades ut till filmer som kom ut under 1963.

## Priskategorier

### Bästa film
Vinnare:
Tom Jones! - Tony Richardson (närvarade inte vid ceremonin)
Övriga nominerade:
America, America - Elia Kazan
Cleopatra - Walter Wanger
Så vanns vilda västern - Bernard Smith
Liljorna på marken - Ralph Nelson

### Bästa manliga huvudroll
Vinnare:
Liljorna på marken - Sidney Poitier
Övriga nominerade:
Tom Jones! - Albert Finney
This Sporting Life - Richard Harris
Cleopatra - Rex Harrison
Hud - Paul Newman

### Bästa kvinnliga huvudroll
Vinnare:
Hud - Patricia Neal (närvarade inte vid ceremonin)
Övriga nominerade:
The L-Shaped Room - Leslie Caron
Irma la Douce - Shirley MacLaine
This Sporting Life - Rachel Roberts
Love with the Proper Stranger - Natalie Wood

### Bästa manliga biroll
Vinnare:
Hud - Melvyn Douglas (närvarade inte vid ceremonin)
Övriga nominerade:
Twilight of Honor - Nick Adams
Osynlig fiende - Bobby Darin
Tom Jones! - Hugh Griffith
The Cardinal - John Huston

### Bästa kvinnliga biroll
Vinnare:
Hotel International - Margaret Rutherford (närvarade inte vid ceremonin)
Övriga nominerade:
Tom Jones! - Diane Cilento
Tom Jones! - Edith Evans
Tom Jones! - Joyce Redman
Liljorna på marken - Lilia Skala

### Bästa regi
Vinnare:
Tom Jones! - Tony Richardson (närvarade inte vid ceremonin)
Övriga nominerade:
8 ½ - Federico Fellini
America, America - Elia Kazan
The Cardinal - Otto Preminger
Hud - Martin Ritt

### Bästa originalmanus
Vinnare:
Så vanns vilda västern - James R. Webb
Övriga nominerade:
America, America - Elia Kazan
8 ½ - Federico Fellini, Ennio Flaiano, Tullio Pinelli, Brunello Rondi
Le quattro giornate di Napoli - Pasquale Festa Campanile (manus/berättelse), Massimo Franciosa (manus/berättelse), Nanni Loy (manus/berättelse), Vasco Pratolini (berättelse), Carlo Bernari (manus)
Love with the Proper Stranger - Arnold Schulman

### Bästa manus efter förlaga
Vinnare:
Tom Jones! - John Osborne
Övriga nominerade:
Osynlig fiende - Richard L. Breen, Phoebe Ephron, Henry Ephron
Hud - Irving Ravetch, Harriet Frank Jr.
Liljorna på marken - James Poe
Les dimanches de Ville d'Avrayi - Serge Bourguignon, Antoine Tudal

### Bästa foto (färg)
Vinnare:
Cleopatra - Leon Shamroy
Övriga nominerade:
The Cardinal - Leon Shamroy
Så vanns vilda västern - William H. Daniels, Milton R. Krasner, Charles Lang, Joseph LaShelle
Irma la Douce - Joseph LaShelle
En ding, ding, ding, ding värld - Ernest Laszlo

### Bästa foto (svartvitt)
Vinnare:
Hud - James Wong Howe
Övriga nominerade:
The Balconyi - George J. Folsey
The Caretakersi - Lucien Ballard
Liljorna på marken - Ernest Haller
Love with the Proper Stranger - Milton R. Krasner

### Bästa scenografi (svartvitt)
Vinnare:
America, America - Gene Callahan
Övriga nominerade:
8 ½ - Piero Gherardi
Hud - Hal Pereira, Tambi Larsen, Sam Comer, Robert R. Benton
Love with the Proper Stranger - Hal Pereira, Roland Anderson, Sam Comer, Grace Gregory
Twilight of Honor - George W. Davis, Paul Groesse, Henry Grace, Hugh Hunt

### Bästa scenografi (färg)
Vinnare:
Cleopatra - John DeCuir, Jack Martin Smith, Hilyard M. Brown, Herman A. Blumenthal, Elven Webb, Maurice Pelling, Boris Juraga, Walter M. Scott, Paul S. Fox, Ray Moyer
Övriga nominerade:
The Cardinal - Lyle R. Wheeler, Gene Callahan
Slå på trumman bror - Hal Pereira, Roland Anderson, Sam Comer, James W. Payne
Så vanns vilda västern - George W. Davis, William Ferrari, Addison Hehr, Henry Grace, Don Greenwood Jr., Jack Mills
Tom Jones! - Ralph W. Brinton, Ted Marshall, Jocelyn Herbert, Josie MacAvin

### Bästa kostym (svartvitt)
Vinnare:
8 ½ - Piero Gherardi
Övriga nominerade:
Love with the Proper Stranger - Edith Head
The Stripper - Travilla
Toys in the Attic - Bill Thomas
Wives and Lovers - Edith Head

### Bästa kostym (färg)
Vinnare:
Cleopatra - Irene Sharaff, Vittorio Nino Novarese, Renié
Övriga nominerade:
The Cardinal - Donald Brooks
Så vanns vilda västern - Walter Plunkett
Leoparden - Piero Tosi
A New Kind of Love - Edith Head

### Bästa ljud
Vinnare:
Så vanns vilda västern - Franklin Milton (M-G-M SSD)
Övriga nominerade:
Bye Bye Birdie - Charles Rice (Columbia SSD)
Osynlig fiende - Waldon O. Watson (Universal City SSD)
Cleopatra - James Corcoran (20th Century-Fox SSD), Fred Hynes (Todd-AO SSD)
En ding, ding, ding, ding värld - Gordon Sawyer (Samuel Goldwyn SSD)

### Bästa klippning
Vinnare:
Så vanns vilda västern - Harold F. Kress
Övriga nominerade:
The Cardinal - Louis R. Loeffler
Cleopatra - Dorothy Spencer
Den stora flykten - Ferris Webster
En ding, ding, ding, ding värld - Frederic Knudtson, Robert C. Jones, Gene Fowler, Jr.

### Bästa ljudeffekter
Vinnare:
En ding, ding, ding, ding värld - Walter Elliott
Övriga nominerade:
A Gathering of Eagles - Robert L. Bratton

### Bästa specialeffekter
Vinnare:
Cleopatra - Emil Kosa Jr.
Övriga nominerade:
Fåglarna - Ub Iwerks

### Bästa sång
Vinnare:
Papa's Delicate Condition - Jimmy Van Heusen (musik), Sammy Cahn (text) för "Call Me Irresponsible"
Övriga nominerade:
Charade - Henry Mancini (musik), Johnny Mercer (lyrics) för "Charade"
En ding, ding, ding, ding värld - Ernest Gold (musik), Mack David (text) för "It's a Mad Mad Mad Mad World"
Mondo cane - Riz Ortolani (musik), Nino Oliviero (musik), Norman Newell (text) för "More"
55 dagar i Peking - Dimitri Tiomkin (musik), Paul Francis Webster (text) för "So Little Time"

### Bästa filmmusik
Vinnare:
Tom Jones! - John Addison (närvarade inte vid ceremonin)
Övriga nominerade:
Cleopatra - Alex North
55 dagar i Peking - Dimitri Tiomkin
Så vanns vilda västern - Alfred Newman, Ken Darby
En ding, ding, ding, ding värld - Ernest Gold

### Bästa originalmusik
Vinnare:
Irma la Douce - André Previn
Övriga nominerade:
Bye Bye Birdie - Johnny Green
A New Kind of Love - Leith Stevens
Les dimanches de Ville d'Avrayi - Maurice Jarre
Svärdet i stenen - George Bruns

### Bästa kortfilm
Vinnare:
La rivière du hibou - Paul de Roubaix, Marcel Ichac
Övriga nominerade:
Konsert - Ezra R. Baker
The Home-Made Car - James Hill
The Six-Sided Triangle - Christopher Miles
That's Me - Walker Stuart

### Bästa animerade kortfilm
Vinnare:
The Critic - Ernest Pintoff
Övriga nominerade:
Automania 2000 - John Halas
Igra - Dusan Vukotic
My Financial Career - Colin Low, Tom Daly
Pianissimo - Carmen D'Avino

### Bästa dokumentära kortfilm
Vinnare:
Chagall - Simon Schiffrin
Övriga nominerade:
The Five Cities of June - George Stevens Jr.
The Spirit of America - Algernon G. Wlaker
Thirty Million Letters - Edgar Anstey
To Live Again - Mel London

### Bästa dokumentärfilm
Vinnare:
Robert Frost: A Lover's Quarrel with the World - Robert Hughes
Övriga nominerade:
Le maillon et la chaîne - Paul de Roubaix
The Yanks Are Coming - Marshall Flaum

### Bästa utländska film
Vinnare:
8 ½ (Italien)
Övriga nominerade:
Kniven i vattnet (Polen)
Los Tarantos (Spanien)
Ta kokkina fanaria (Grekland)
Koto (Japan)

### Irving G. Thalberg Memorial Award
Sam Spiegel